# At Taffah (huyện)
Huyện At Taffah là một huyện thuộc tỉnh Al Bayda', Yemen. Đến thời điểm năm 2003, huyện này có dân số 27692 người